# John A. Macdonald
John Alexander Macdonald, född 11 januari 1815 i Glasgow, Skottland, död 6 juni 1891 i Ottawa, Ontario, Kanada, var en kanadensisk konservativ politiker.
Han var Kanadas premiärminister från 1867 till 1873 och från 1878 till 1891.

## Biografi
Macdonald emigrerade 1820 med sin familj till Kanada. Han inledde 1834 sin karriär som advokat i Kingston. Han gifte sig 1843 med Isabella Clark. Paret fick två barn, John Alexander som dog 13 månader gammal och Hugh John, som uppfostrades av Macdonalds syster Margaret och hennes man James Williamson efter Isabellas död 1857. Hugh John Macdonald blev också en framgångsrik politiker.
Macdonald gifte om sig 1867 med Susan Agnes Bernard. De fick en dotter, Margaret Mary Theodora Macdonald, som led av hydrocefalus.
Macdonald konverterade från presbyterianismen till anglikanismen. Han var frimurare.
Macdonald var Kanadas premiärminister 1867-1873 och 1878-1891. Han avled i ämbetet. Hans grav finns på Cataraqui Cemetery i Kingston, Ontario.